# Golfo di Alessandretta
Il golfo di Alessandretta (in turco İskenderun Körfezi) o golfo di İskenderun è un golfo del Mediterraneo orientale, sulla costa sud della Turchia, vicino al confine con la Siria. Esso rappresenta l'insenatura più orientale del Mar Mediterraneo e, nello specifico, del Mar di Levante.
La costa orientale del golfo fa parte della provincia turca di Hatay, dove si trova la città di Alessandretta, mentre la costa nord è parte della provincia di Adana.